# Saliers
Saliers est un village d'environ 350 habitants situé au nord-ouest de la Camargue sur la commune d’Arles.

## Histoire
Au Moyen Âge, les Templiers vers 1170, puis les Hospitaliers de l'ordre de Saint-Jean de Jérusalem au XIVe siècle, y établirent une commanderie.

### La Commanderie des Templiers

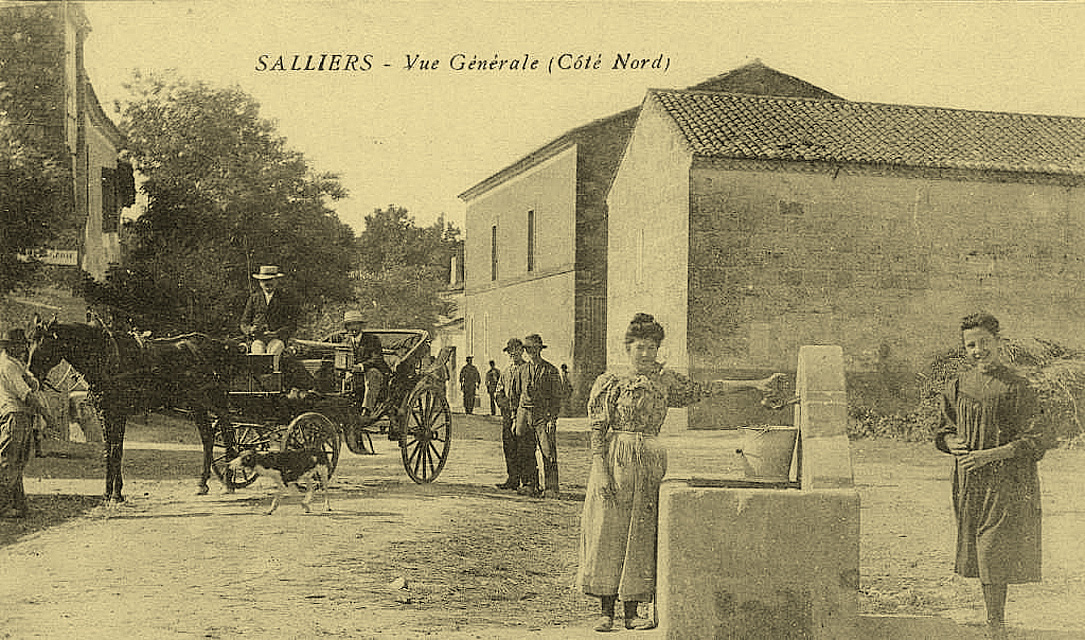
Place à Saliers

Dès 1170, la Maison du Temple de Saint-Gilles s'intéressa à Saliers, un gros mas sis sur le territoire de la commune d'Arles. L'Ordre offrit 14 000 sous raimondins pour une part à sa coseigneurie et 38 500 sous pour ses droits. Le Chartiers du Temple de Saint-Gilles, récapitule une centaine d'actes d'acquisitions à Saliers entre 1170 et 1246. La première mention de la Commanderie est faite en 1197 et la présence d'un commandeur attesté en 1228.
Dès 1197, la mise en culture des terres à Saliers provoque une controverse entre l'Hôpital et le Temple. En 1201, les deux Ordres transigent sur leurs droits respectifs à Saliers et à Auricet. Un an plus tard, les deux commandeurs se partagent une terre qu'ils avaient en indivis. En 1209, un arbitrage délimite les terres et les marais qu'ils possèdent près de Saint-Geniès, en Argence. En 1217, les répartitions des terres à Saliers et à Auricet sont de nouveaux garanties. La seigneurie de Saliers est qualifiée, à partir des années 1230, de « fief du manse de Saliers » ou de « fief du Temple ».
Pour préserver leurs droits et libertés, face à ce nouveau seigneur féodal, au cours des années 1223 et 1224, les Arlésiens se firent reconnaître des drailles, depuis leurs herbages de la Crau et de la Camargue, à travers les possessions du Temple. L'année suivante, une commission fut chargée de borner les coussoux pour se prémunir des empiétements des troupeaux du Temple. Forts de ses garanties, en mai 1246, Arles reconnaissait à l'ordre la possession du manse de Saliers et de ses dépendances.
Outre l'élevage ovin, il est fait mentions dans la Chartier du Temple d'Arles, de pressoir et de cuves de fermentation dans le cellier de Saliers. Mais c'est le sel, traité et stocké dans des granges de la Commanderies, qui constituait le centre de l'exploitation. Il provenait des salines des Saintes-Maries ce qui explique la présence d'une petite maison du Temple sur place pour contrôler production et trafic.

### La Commanderie des Hôpitaliers

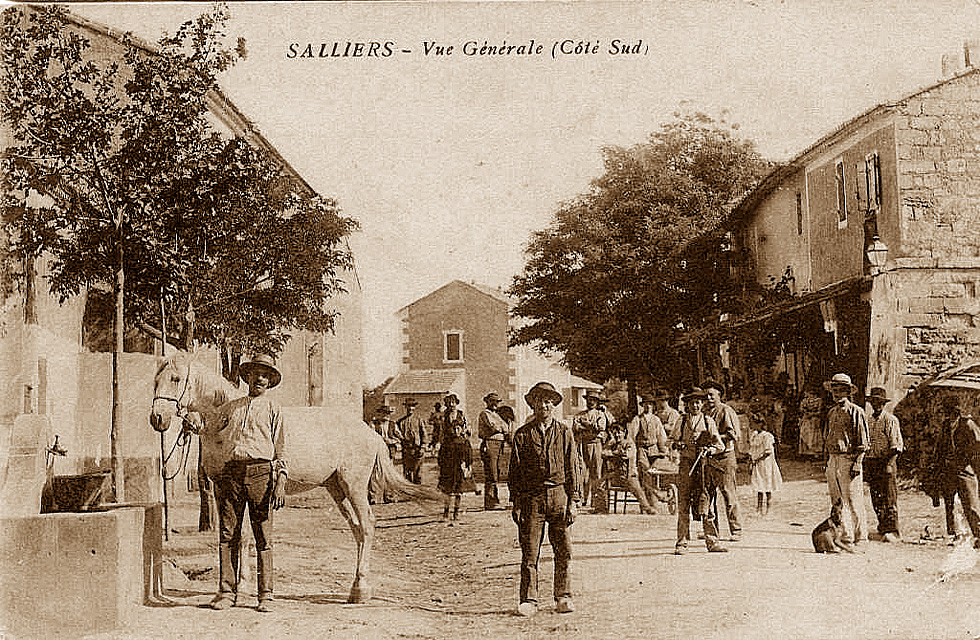
Saliers, rue des Trois Fontaines

Les guerres de religion ayant dégradé le capital foncier de l’ordre de Saint-Jean de Jérusalem, la Commanderie de Saliers et le Grand Prieuré décidèrent de récupérer biens et droits. Les Hospitaliers commencèrent par dénoncer des usurpations réelles ou supposées faites par leurs voisins, qu’ils fussent « grands propriétaires, seigneurs laïques ou ecclésiastiques, communautés d'habitants ».  Et le bailli de Demandols, qui resta pendant plus de trente ans à la tête de Saliers, se révéla un procédurier acharné. Détenant également la commanderie du Petit-Argence en Camargue et la commanderie de Pézenas, il disposait de larges ressources. De plus, le Chevalier de Demandols, neveu du Bailli, fut spécialement chargé d’ester, avec en contrepartie l'usufruit des biens récupérés sa vie durant. Pour être sûr de gagner, les Demandols firent même jouer leurs liens d'amitié et de famille avec  des membres du Parlement de Provence.
Le procès qui visait a récupérer l'esplèche arlésienne a donné lieu à une abondante littérature juridique. La communauté d'Arles fut accusée d'avoir spolié Saliers, en réduisant ses droits de 6 000 livres de revenus. L’histoire datait du siècle précédent quand, en 1543, le Petit-Rhône emporta les chaussées de Saliers et qu'une grande partie de la Camargue fut inondée. Le parlement d'Aix déclara la commanderie responsable pour ne pas avoir entretenu ses chaussées, et la condamna à consacrer pendant vingt-deux ans la totalité de ses revenus à indemniser les propriétaires. En 1548, Arles fit procéder au bornage de Saliers, lui enlevant les terres labourables dites les cartons de la Furane, entre le Petit-Rhône et les marais de Palun Longue et Rousty. Au début du XVIIe siècle la cité disposait de l'esplèche enlevée à Saliers de façon incontestée.
Le Bailli et le Chevalier de Demandols déposèrent plainte contre Arles en 1654. Il y eut des arrêts contradictoires, et les frais engagés de part et d'autre furent énormes. Le Bailli y aurait dépensé 120 000 livres tournois. La supériorité de ses moyens financiers fut décisive, la Communauté d'Arles n'ayant plus la possibilité de poursuivre l'affaire.
Le 9 janvier 1663, le Parlement de Provence adjugea à l'Ordre la franchise de l'esplèche pour les anciens biens des Templiers, qui constituaient la plus grande partie des terres de la Commanderie. Le Bailli de Demansols voulant récupérer les cartons de la Furane, l’Archevêque d’Arles, Jean-Baptiste Adhémar de Monteil de Grignan, proposa ses bons offices.  Une transaction solennelle eut lieu le 12 décembre 1673, en présence des notables d’Arles et des dignitaires de la langue de Provence. Si la commanderie ne récupéra pas la Furane, ses terres furent déclarées franches d’esplèche. Arles renonça à tout droit sur Saliers et dut payer au Bailli 24 000 livres tournois d’indemnités à 5 % d’intérêts versés au Receveur du grand prieuré de Saint-Gilles en acompte des avances consenties.

### Le Camp d'internement des Tsiganes
Pendant la dernière guerre mondiale, entre 1942 et 1944, un camp d’internement pour les gitans fut installé à proximité du village. Un décret-loi du 6 avril 1940 prohibe la circulation des nomades sur l'ensemble du territoire métropolitain pour la durée de la guerre et impose l'assignation à résidence. Pour autant, les autorités se montrent réticentes à imposer l'internement à cause de la menace de reconstitution de bandes à l'intérieur des camps et pour ne pas imposer de charges trop lourdes à l'État. Ces réticences sont toujours de mise sous le régime de Vichy : seuls deux camps, le camp de Lannemezan et le camp de Saliers sont consacrés exclusivement à l'internement de « nomades » en zone sud. 700 Roms y furent internés entre 1942 et 1944, dont beaucoup sont morts de faim, maladie, froid ou mauvais traitements. Après la guerre, le camp a été utilisé par le cinéaste Henri-Georges Clouzot pour représenter le village de Las Piedras (Amérique centrale) dans son film Le Salaire de la peur (1953).  
Aujourd’hui, le village de Saliers est encore le centre d’une zone agricole, essentiellement vouée à la riziculture et à l’élevage, avec des mas anciens comme ceux de Beaujeu de Castres ou de Léotaud.